# Molophilus (Molophilus) penicillatus
Molophilus (Molophilus) penicillatus is een tweevleugelige uit de familie steltmuggen (Limoniidae). De soort komt voor in het Neotropisch gebied.